# Neobuthus sudanensis
Espèce
Neobuthus sudanensis est une espèce de scorpions de la famille des Buthidae.

## Distribution
Cette espèce est endémique du Soudan du Sud. Elle se rencontre vers Loka.

## Description
La femelle holotype mesure 26,3 mm.

## Étymologie
Son nom d'espèce, composé de sudan et du suffixe latin -ensis, « qui vit dans, qui habite », lui a été donné en référence au lieu de sa découverte, le Soudan.

## Publication originale
- Lourenço, 2005 : « Description of three new species of scorpion from Sudan (Scorpiones, Buthidae). » Boletín de la Sociedad Entomológica Aragonesa, no 36, p. 21-28 (texte intégral).